# 乌杨镇
乌杨镇，是中华人民共和国重庆市忠县下辖的一个乡镇级行政单位。

## 行政区划
乌杨镇下辖以下地区：
朱河社区、青岭社区居委、沿溪社区居委、高寨村、将军村、黄谷村、文峰村、五岭村、太集村、兴合村、杨峰村、上坝村、团结村、曹家村、楠木村、白坪村、李岗村、庙塘村和普乐村。